# Эрнандес, Амелия
Амелия Эрнандес (исп. Amelia Hernández; род. 7 июня 1971) — венесуэльская шахматистка, мастер ФИДЕ по шахматам среди женщин (1988).

## Биография
В 1988 году в Агуадилье победила на юношеском чемпионате мира по шахматам среди девушек в возрастной группе U18. За этот успех получила звание мастера ФИДЕ среди женщин, став первой шахматисткой Венесуэлы, которая была удостоена международного титула. Четыре раза побеждала на чемпионатах Венесуэлы по шахматам среди женщин (1985, 1986, 1992, 1994). Представляла сборную Венесуэлы на шахматных олимпиадах, в которых участвовала четыре раза (1988, 1992—1996) и в индивидуальном зачете завоевала золотую (1994) медаль. В 1995 году в Виллемстаде победила на кубке Центральной Америки по шахматам среди женщин.
В 1996 году в Валенсии закончила медицинский факультет Университета Карабобо. По специальности хирург. В связи с большой занятостью на основной работе в последнее время в шахматных турнирах участвует редко.